# Speonomus colluvii
Speonomus colluvii es una especie de escarabajo del género Speonomus, familia Leiodidae. Fue descrita por Delay, C. Juberthie y Ruffat en 1983. Se encuentra en Francia.